# 7244 Вілла-Лобос
7244 Вілла-Лобос (7244 Villa-Lobos) — астероїд головного поясу, відкритий 5 серпня 1991 року.
Тіссеранів параметр щодо Юпітера — 3,289.
Названий в пам'ять відомого бразильського музиканта, знавця музичного фольклору, диригента і педагога Ейтора Вілла-Лобоса (порт. Heitor Villa-Lobos; 1887 — 1959).